# Лукино-Варино
Лукино-Варино — усадьба, расположенная в посёлке Свердловский городского округа Лосино-Петровский Московской области.

## История
Село упоминается к концу XVI века, по указу царя Федора Алексеевича было продано стольникам Василию и Алексею Позоровским. В 1704—1709 годах Лукино владели князя Юрий и Иван Юрьевичи Долгоруковы, с 1746 года его купил М. П. Измайлов. В 1766 году Лукино владел И. И. Измайлов. В 1770-е годы здесь он основал деревянный усадебный дом, парк с прудами. После смерти И. И. Измайлова наследницей имения становится его дочь А. И. Измайлова, в 1789 году она вышла замуж за генерал-поручика И. И. Одоевского, который был новым владельцем имения. В середине XIX века следующей владелицей усадьбы была их дочь В. И. Одоевская со своим мужем С. С. Ланским. Следующим хозяином имения был фабрикант Н. И. Шишов, его потомки владели ею до 1915 года. До 1917 года последний владелец усадьбы промышленник Г. А. Поляков. В усадьбе в своё время бывали известные художники А. О. Орловский, П. Ф. Соколов, Я. Я. Рейхель. В начале XIX века на месте деревянного усадебного дома, возводится каменный двухэтажный дом. После революции имение было национализировано и обустроено под интернат для детей-сирот «Трудовая коммуна имени Дзержинского». В 1942 году на базе механических мастерских трудовой коммуны создан мех-завод, выпускавший боеприпасы для фронта. 55 воспитанников интерната работали на заводе. В 1992 году завод преобразован в фирму «Электробыт». На сегодняшний день от усадебного комплекса сохранились только здание усадьбы начала XIX века многократно перестраивалось в советское время из-за чего потеряло свой былой облик и часть парка из смешанных пород деревьев с прудами.
Усадьбу посещали деятели искусств такие как князь В. Ф. Одоевский, В. А. Жуковский, М. В. Нестеров.